# Loch Clair
Loch Clair är en sjö i Storbritannien. Den ligger i kommunen Highland och riksdelen Skottland, i den nordvästra delen av landet. Arean är 0,6 kvadratkilometer.